# Wiktor Schwezow

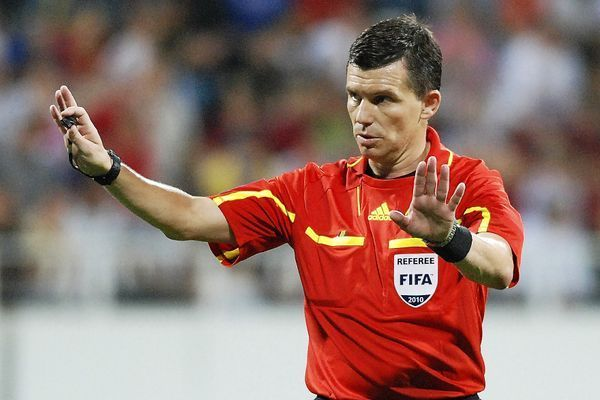
Wiktor Schwezow, 2010

Wiktor Boryssowytsch Schwezow (ukrainisch Віктор Борисович Швецов, wiss. Transliteration Viktor Borysovyč Švecov, internationale Schreibweise Viktor Borysovych Shvetsov; * 22. Juni 1969) ist ein ehemaliger ukrainischer Fußballschiedsrichter.
Schwezow leitete bis zur Saison 2014/15 insgesamt über 110 Spiele in der ukrainischen Premjer-Liha.
Ab 2008 stand er auf der Liste der FIFA-Schiedsrichter und leitete internationale Fußballspiele. Schwezow pfiff einzelne Spiele in der Qualifikation zur Champions League und Europa League, zur Europameisterschaft 2012 und Weltmeisterschaft 2014 sowie Freundschaftsspiele.
Bei der Europameisterschaft 2012 in Polen und der Ukraine wurde Schwezow als Vierter Offizieller eingesetzt.